# 萊克鎮區 (北達科他州卡斯縣)
萊克鎮區（英語：Lake Township）是位於美國北達科他州卡斯縣的一個鎮區。

## 地方資料
萊克鎮區的面積為93.36平方千米，當中陸地面積為93.23平方千米，而水域面積為0.13平方千米。根據2020年美國人口普查的數據，當地共有人口34人，而人口密度為每平方千米0.36人。